# Liste des codes OACI des aéroports/Y
- A
- B
- C
- D
- E
- F
- G
- H
- I
- J
- K
- L
- M
- N
- O
- P
- Q
- R
- S
- T
- U
- V
- W
- X
- Y
- Z

## YA
- YARY : Aéroport d'Arrabury, Queensland, Australie,
- YAPH : Aéroport d'Alpha, Queensland, Australie,

## YB
- YBBN : Aéroport international de Brisbane, Queensland, Australie,
- YBCG : Aéroport international de Gold Coast, Queensland, Australie,
- YBCS : Aéroport international de Cairns, Queensland, Australie,
- YBRM : Broome, Australie-occidentale, Australie,

## YC
- YCRK : Christmas Creek, Australie-Occidentale, Australie.

## YE
- YEDA : Piste d'atterrissage d'Etadunna, Australie-Méridionale, Australie.

## YL
- YLEO : Aéroport de Leonora, Australie-Occidentale, Australie,

## YM
- YMAY : Aéroport d'Albury, Nouvelle-Galles du Sud, Australie,

## YP
- YPAD : Aéroport international d'Adélaïde, Australie méridionale, Australie,
- YPAG : Aéroport de Port Augusta, Australie méridionale, Australie,
- YPCC : Aéroport des îles Cocos, Australie
- YPDN : Aéroport international de Darwin, Territoire du Nord, Australie
- YPKU : Aéroport de Kununurra, Australie Occidentale, Australie,
- YPPH : Aéroport de Perth, Australie Occidentale, Australie,
- YPXM : Aéroport de l'île Christmas, Australie

## YS
- YSCB : Aéroport de Canberra, Territoire de la capitale australienne, Australie,
- YSNF : Aéroport international de l'île Norfolk, Australie
- YSSY : Aéroport Sydney-Kingsford Smith, Nouvelle-Galles du Sud, Australie

## YW
- YWKS : Wilkins Runway, Base polaire Casey, Antarctique,